# NGC 99

NGC 99

 إن جي سي 99 أو NGC 99 هي مجرة في كوكبة الحوت اكتشفت في 8 أكتوبر 1883.

## روابط خارجية
- NGC 99 على موقع ويكي سكاي: DSS2, SDSS, GALEX, IRAS, Hydrogen α, X-Ray, Astrophoto, Sky Map, Articles and images